# Martina Bárta
Martina Bárta, född 1 september 1988 i Prag, är en tjeckisk sångerska . Hon representerade Tjeckien i den första semifinalen av Eurovision Song Contest 2017 med låten "My Turn".